# Hwang Hye-seong
Hwang Hye-seong (Koreanisch: 황혜성; Hanja: 黃慧性; * 5. Juli 1920 in Cheonan; † 14. Dezember 2006 in Seoul) war eine südkoreanische Professorin, Autorin und Expertin der traditionellen Kochkunst des koreanischen Königshofs, die sie vor dem Aussterben bewahrte. Als Schülerin der letzten Hofdame der Joseon-Dynastie erlernte sie die Zubereitung der mündlich überlieferten Gerichte, übertrug nahezu vergessene Rezepte in das koreanische Alphabet und veröffentlichte sie 1957 in ihrem ersten Kochbuch Ein Leitfaden zur Hofküche der Yi-Dynastie (Koreanisch: 이조궁중요리통고; Hanja: 李朝宮廷料理通考). Durch Hwangs Engagement wurde die königliche Kochkunst der Joseon-Dynastie im Jahr 1971 vom Amt für Kulturerbeverwaltung als „Wichtiges Immaterielles Kulturerbe Nr. 38“ anerkannt. Daraufhin gründete Hwang das Institut der koreanischen königlichen Kochkunst und wurde 1973 zur Inhaberin des wichtigen immateriellen Kulturerbes Nr. 38 ernannt.

## Leben

### Jugend und Ausbildung
Hwang Hye-seong war die erste Tochter ihrer Eltern, die erst nach zehn Jahren Ehe geboren wurde, und wuchs daher sehr behütet und umsorgt auf. Ihren Vater bezeichnete sie als ruhig, während ihre geschäftstüchtige Mutter die Mieten eintrieb und den familieneigenen Laden leitete. Aufgezogen wurde Hwang von ihrer Mutter, ihrer Großmutter mütterlicherseits, einer Amme, einem Kindermädchen und einem Mönch, den sie „kahle Mutter“ nannte. Zunächst besuchte sie die Grundschule in Cheonan, wohin sie eigenen Angaben zufolge jeden Tag von einem Diener getragen wurde. Sowohl ihre Mutter als auch ihre Großmutter legten großen Wert auf Bildung, weil der Großvater Hwangs Mutter trotz aller Wohlhabenheit den Schulbesuch verweigert hatte. Als Hwang nach Abschluss der Grundschule auf die Mädchenschule in Gongju wechselte, die zu Fuß von Cheonan weit entfernt war, kaufte ihre Großmutter dort ein Haus. Ihre Mutter brachte sie mit dem Fahrrad zum Unterricht. Als sie zehn Jahre alt war, wurde ihr jüngerer Bruder geboren.
Auf Anregung ihrer älteren Cousine, die in Japan studierte, wurde auch Hwang dorthin geschickt und besuchte die Chikushi-Mädchenschule in Fukuoka. Trotz anfänglichen Heimwehs und Schwierigkeiten mit dem Lernstoff lebte sie sich nach ihrem ersten Semester ein und übernahm einen Posten als Nachhilfelehrerin an der Schule ihrer Cousine. Hier kam sie das erste Mal mit Küchenarbeit in Berührung, als sie für die Kinder Zwischenmahlzeiten zubereiten musste. Trotz ihrer anfänglichen Angst vor den scharfen Küchenmessern entdeckte sie rasch ihre Liebe zum Kochen. Nach ihrem Schulabschluss entschied sie sich, an der berufsbildenden Schule in Kyoto Hauswirtschaft zu studieren, und lernte dort die japanische und westliche Küche kennen, allerdings nicht die koreanische. Nach erfolgreichem Abschluss kehrte Hwang im Alter von 20 Jahren  nach Korea zurück. In Daejeon war in der Zwischenzeit die Daedong High School für koreanische Mädchen gegründet worden und Hwang unterrichtete die Schülerinnen in Gymnastik und Radfahren.

### Recherche der koreanischen Hofküche

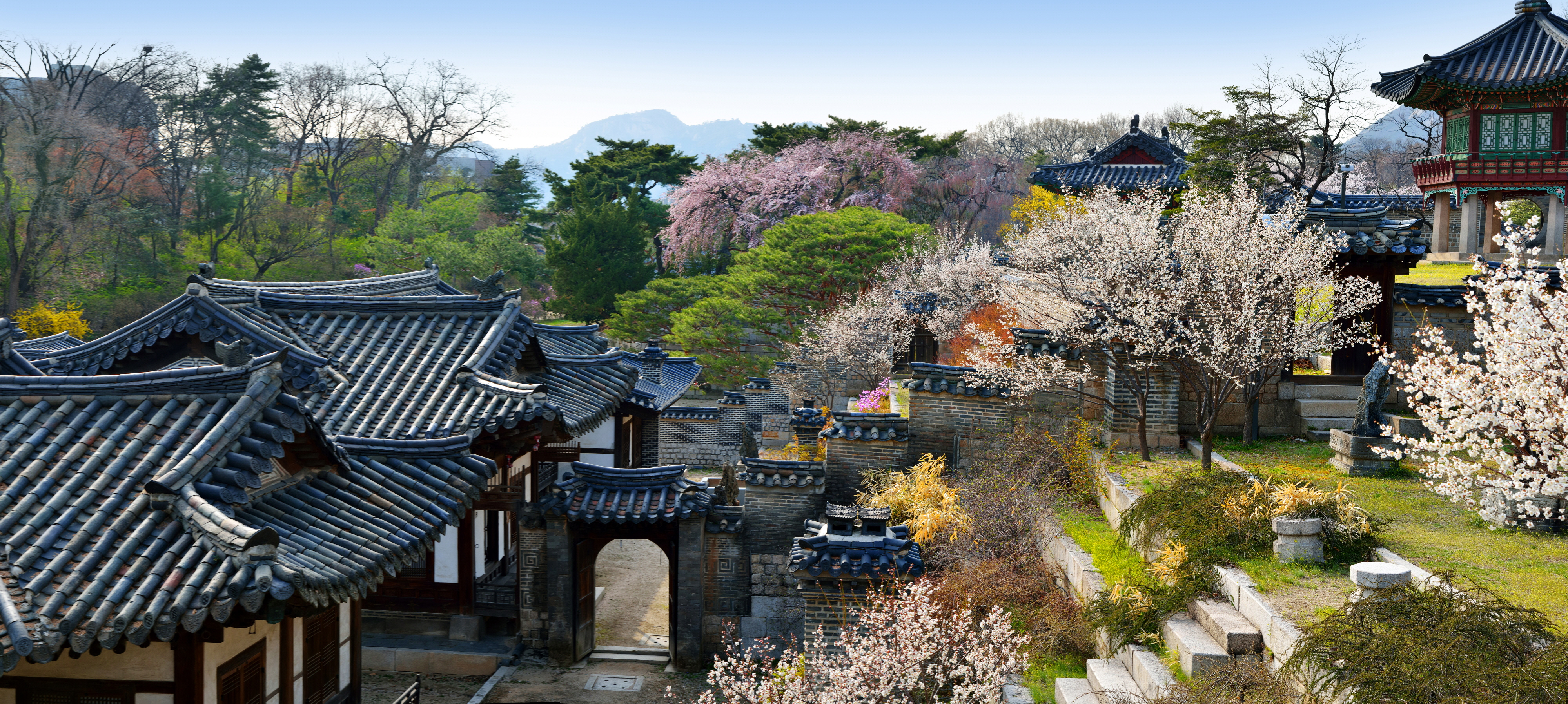
Nakseonjae, Residenz der Königsfamilie und Ausbildungsort Hwang Hye-seongs

Kurz nach Hwangs Rückkehr starb ihre Großmutter, in den beiden folgenden Jahren auch ihre Eltern. Um sich um ihren Bruder zu kümmern, kündigte Hwang 1943 ihre Stelle und übernahm die Leitung des Haushalts. Wenig später erhielt sie die Einladung, an der Sookymyung-Hochschule für Frauen zu unterrichten. Obwohl sie zunächst davon ausgegangen war, westliche und japanische Kochkunst zu unterrichten, schlug der japanische Direktor Oda Shogo vor, die Kochkunst der Joseon-Dynastie zu unterrichten, die vor dem Aussterben stand. Viele traditionelle Rezepte waren nur mündlich von den Hofdamen weitergegeben worden und durch die zunehmende Verarmung der Königsfamilie gab es kaum noch Höflinge. Hinzu kam die systematische Unterdrückung der koreanischen Kultur während der japanischen Herrschaft, weshalb es bislang für unnötig befunden worden war, koreanische Gerichte vor dem Vergessen zu bewahren. Also suchte Hwang die letzten Höflinge der koreanischen Königsfamilie auf, die in der Nakseonjae-Halle des Changdeokgung residierten.
Um von ihnen zu lernen, musste Hwang einige Schwierigkeiten überwinden. Zum einen wurde es in ihrem Umfeld als ungehörig betrachtet, dass eine junge Frau der Elite, die einen japanischen Universitätsabschluss hatte, unter einer koreanischen Hofdame arbeiten sollte. Zum anderen begegneten ihr die Höflinge der königlichen Familie mit Ablehnung, bezeichneten sie als Außenseiterin und ließen nicht zu, dass sie Fragen stellte. Ihre ersten Eindrücke von der Zubereitung königlicher Gerichte sammelte Hwang daher durch bloße Beobachtung und Mitschreiben. „Zuerst hörten sie mir nicht zu, aber als ich hart arbeitete, fingen sie an, mir nach und nach etwas beizubringen“, erinnerte sie sich später. Schließlich nahm die Hofdame Han Hui-sun, die für die Zubereitung der Speisen zuständig war, Hwang als ihre Schülerin an. In den folgenden Jahrzehnten lernte Hwang nicht nur Rezepte, sondern auch, wie die Speisen traditionell auf Tischen angerichtet wurden, welche Utensilien zur Zubereitung benutzt wurden und welche Protokolle es beim Essen bei Hofe zu beachten galt.

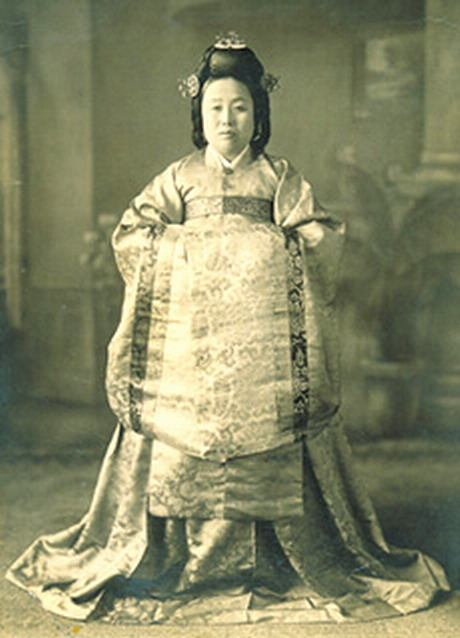
Han Hui-sun, letzte Hofdame der Joseon-Dynastie und Ausbilderin Hwang Hye-seongs

Nach Kriegsende übernahm Hwang einen Posten als Lehrerin an der Yeongdeungpo-Schule für Mädchen. Da sie während einer Evakuierung im Krieg ihr Notizbuch mit den Rezepten verloren hatte, besuchte sie jeden Abend Han Hui-sun zum Unterricht und nahm nun ihre Töchter mit. Die Mädchen hatten die Aufgabe mitzuschreiben, Bilder anzufertigen und alles in die richtige Reihenfolge zu bringen. Im August 1957 veröffentlichte Hwang Hye-seong gemeinsam mit Han Hui-sun ihr Buch Ein Leitfaden zur Hofküche der Yi-Dynastie. Es beinhaltete u. a. diverse Fleischgerichte für Rind, Schwein, Huhn und Wild sowie Fisch-, Gemüse- und Getreidegerichte, die Herstellung von Tofu und Desserts. Hinzu kamen Beschreibungen von Beilagen, Gewürzen und Gelee. Das erste Kochbuch über die königliche Hofküche erhielt bereits im Dezember eine zweite Auflage und war ein maßgeblicher Auslöser für ein neues Interesse an koreanischer Esskultur. Frauenzeitschriften und Kochsendungen baten Hwang und Han um Beiträge, wodurch sie ein größeres Publikum erreichten.
Hauptberuflich unterrichtete Hwang von 1959 bis 1967 an der Seoul National University und an der Myongji-Universität, widmete all ihre freie Zeit jedoch nach wie vor ihrer Lehre bei Han Hui-sun und dem Sammeln von Informationen über die königliche Küche. Ihre Recherche in alten Bibliotheken förderten die Schriftrollen Champumdanja und Chinch'an Uigwe zutage, die königliche Veranstaltungen und Feierlichkeiten mitsamt den servierten Speisen beschrieben. Weil es noch nicht möglich war, die alten Dokumente maschinell zu vervielfältigen, schrieb Hwang sie teilweise von Hand ab. Auch besuchte sie alte Menschen, um deren Erinnerungen an koreanische Gerichte zu sammeln und zu bewahren. Gleichzeitig arbeitete sie daran, die Rezepte so anzupassen, dass die traditionellen Gerichte mit modernen Küchengeräten hergestellt werden konnten. Auf diese Weise erschuf sie einen akademischen Hintergrund für die koreanische, königliche Esskultur.
In den frühen 1960ern verstärkten sich die koreanischen Bemühungen, traditionelle Künste und Handwerke als immaterielles Kulturerbe zu schützen und vor dem Aussterben zu bewahren. Dazu wurden Personen, die diese Fertigkeiten beherrschten, als Inhaber von immateriellem Kulturerbe ernannt und staatlich in der Weitergabe ihrer Kunst gefördert. Ab 1962 arbeitete Hwang daran, die königliche Hofküche anerkennen zu lassen. Um das Amt für Kulturerbeverwaltung zu überzeugen, verfasste Hwang einen ausführlichen Bericht über ihre jahrzehntelange Lehre bei Han Hui-sun, in den sie über einhundert Rezepte und die alte, bisher nicht dokumentierte Terminologie einfließen ließ. Darin nannte sie ihre Lehrerin die legitime Erbin der königlichen Kochkunst und befürwortete deren Ernennung zur Inhaberin eines immateriellen Kulturguts.

### Wichtiges Immaterielles Kulturerbe Nr. 38
Von 1967 bis 1972 lehrte Hwang als Professorin an der Hanyang-Universität. 1967 war sie für das Staatsbankett anlässlich des Staatsbesuchs von Bundespräsident Heinrich Lübke verantwortlich. Ihre Bemühungen, die königliche Kochkunst als Kulturgut anerkennen zu lassen, zeitigten schließlich Erfolg. Sie erzählte später von dem Treffen mit den Ausschussmitgliedern am 24. Dezember 1970:

„Am Tag des Treffens zur Ausweisung von Kulturgütern […] bereitete ich mit Frau Han alle möglichen Speisen zu. Wir machten dicke Reiskuchen, Yakgwa, Yugwa, Jeonggwa und Siru-tteok und brachten sie in den Konferenzraum. Nachdem sie es selbst probiert und die darin enthaltene Weisheit und Werte unserer Vorfahren bestätigt hatten, ernannten die Ausschussmitglieder die königliche Küche zum wichtigen immateriellen Kulturerbe Nr. 38. Und im Januar des folgenden Jahres wurde Frau Han Hui-sun als funktionale Inhaberin des Kulturguts […] ausgewiesen.“

Da die Klassifizierung zum Inhaber eines Kulturguts von sorgfältiger Recherche und gewissenhafter Überprüfung abhing, wird Hwang zugeschrieben, durch ihren wissenschaftlichen Bericht im Alleingang Hans Ernennung erreicht zu haben. Noch im selben Jahr, 1971, gründete Hwang das Institut der koreanischen königlichen Kochkunst, das zunächst in einem Einkaufszentrum nahe des Heunginjimun untergebracht wurde und erst 1996 in ein Hanok nahe dem Changdeokgung umzog. Da Hwang an der Universität eine Vollzeitstelle innehatte, erhielt sie bei der Leitung des Instituts sowie im Unterricht Unterstützung durch ihre Töchter Han Bok-ryeo, Han Bok-seon und Han Bok-jin. Im Dezember fand die erste Essensausstellung des Instituts statt, für die traditionelle Gerichte der Hofküche entsprechend der alten Aufzeichnungen arrangiert und dargeboten wurden.

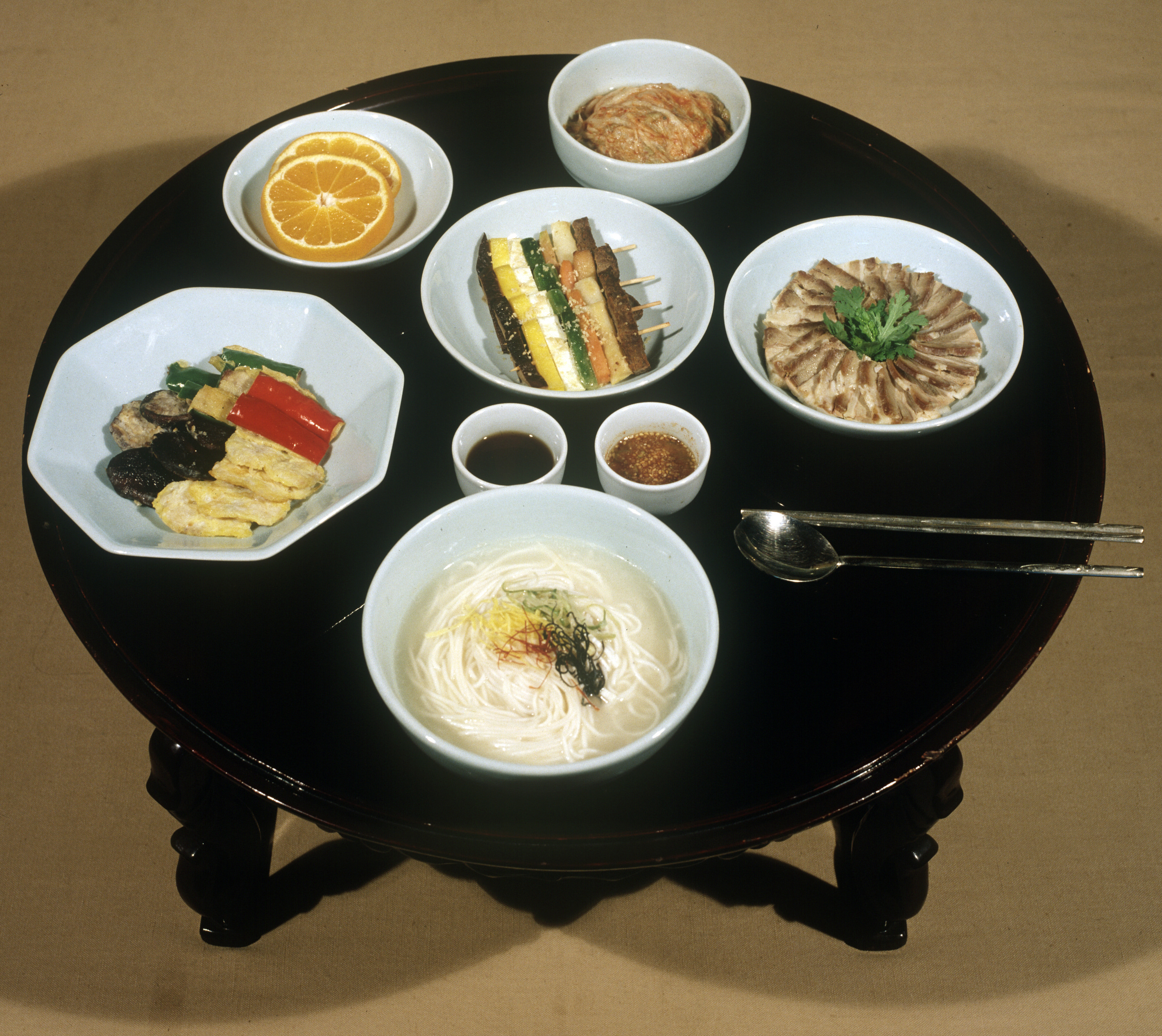
Beistelltisch mit königlichen Gerichten

1972 wurde Hwang Hye-seong zur Expertin für Kulturgüter im Bereich Ernährung ernannt. Nach dem Tod Han Hui-suns im selben Jahr trat Hwang Hye-seong deren Nachfolge an und erhielt 1973 offiziell den Titel der Zweiten Inhaberin der königlichen Küche. Im selben Jahr trat sie eine Professur an der Sungkyunkwan-Universität an, die sie bis 1986 innehatte. Zur weiteren Verbreitung ihrer Kenntnisse hielt Hwang internationale Vorträge, sowohl in Japan als auch in den Vereinigten Staaten und Europa. Ihr „elegantes Auftreten und kohärenter Sprechstil“ machten sie zu einer beliebten Rednerin. Im März 1991 eröffnete Hwang das nach wie vor bestehende Jihwaja-Restaurant in Seoul, das die Gerichte der königlichen Hofküche entsprechend ihrer Kochbücher zubereitet und serviert. Im Jahr 2000 führte sie die Aufsicht über die Vorbereitung des Staatsbanketts anlässlich des Treffens zwischen Kim Dae-jung und Kim Jong-il in Pjöngjang.
Trotz Hwangs unbestreitbarer Verdienste um die Bewahrung der koreanischen Hofküche gab es auch kritische Stimmen. Durch ihre Vernetzung mit der Regierung und geschickte Geschäftspraktiken hatten sich Hwang und ihre Familie die Deutungshoheit gesichert, was als authentische königliche Küche gelten durfte. Einigen Aussagen zufolge nutzte die Familie diese Machtposition, um Konkurrenten zu drängen, bei deren eigenen Kochkursen, Recherchen und Veröffentlichungen nicht den Begriff „königliche Kochkunst“ zu verwenden. Gleichzeitig war es schwierig, die königliche Küche eindeutig von den verbreiteten Gerichten der Adelsfamilien abzugrenzen.
Zusätzlich tauchten Fragen zur Authentizität der Rezepte und aufgezeichneten Praktiken auf. So zweifelten Kritiker die Autorität Han Hui-suns an, da diese nicht die klassische Anzahl von Ausbildungsjahren am königlichen Hof absolviert hatte. Zudem praktizierte Han ihre Kochkunst während der japanischen Besetzung, als der koreanische Hof bereits in finanziellen Schwierigkeiten war und somit in allen Bereichen des täglichen Lebens Kürzungen vornehmen musste. Der Essenshistoriker Kim Sang-bo wies weiterhin auf Ungereimtheiten in Hwangs Interpretation von traditionellen Texten hin und vertritt daher die These, dass Hwang relevante Stellen falsch gedeutet hatte.

### Privatleben
Im Jahr 1944 verheiratete Hwang Hye-seong sich mit Han Byeong-deok. Die Ehe brachte die Töchter Han Bok-ryeo (* 1947), Han Bok-seon (* 1949) und Han Bok-jin (* 1952) hervor sowie den Sohn Han Yong-gyu.
In den letzten Jahren vor ihrem Tod hatte Hwang Schwierigkeiten, sich zu bewegen. Auch ihr Erinnerungsvermögen ließ nach, obwohl ihre älteste Tochter Han Bok-ryeo in einem Interview berichtete, ihre Mutter hätte nach wie vor passende Kochrezepte für besondere Anlässe auswendig gekannt.
Gegen Ende des Jahres 2006 wurde Hwang Hye-seong ins Krankenhaus gebracht, wo sie am 14. Dezember im Alter von 86 Jahren verstarb. Nach ihrem Tod wurde Han Bok-ryeo als offizielle Nachfolgerin ihrer Mutter zur nächsten Inhaberin des immateriellen Kulturguts Nr. 38 ernannt.

## Auszeichnungen und Würdigungen
- 1973: Ernennung zur Inhaberin der königlichen Hofküche
- 1985: Magnolienmedaille der Republik Korea für Bildungsverdienste[4]
- 1986: Orden für zivile Verdienste
- 1990: Orden für kulturelle Verdienste
- 2006: Ehreninhaberin der Königlichen Hofküche der Joseon-Dynastie

Am 5. Juli 2020, dem 100. Geburtstag Hwang Hye-seongs, wurde sie mit einem Google Doodle geehrt. Am selben Tag widmete Google Arts & Culture ihr eine Online-Ausstellung.

## Veröffentlichungen (Auswahl)
- 1957: Ein Leitfaden zur Hofküche der Yi-Dynastie (Koreanisch: 이조궁중요리통고; Hanja: 李朝宮廷料理通考)
- 1976: Enzyklopädie der koreanischen Küche
- 1985: Geschmack der Tradition[4]
- 1987: Koreanisches Essen
- 1989: Traditionelles Essen Koreas
- 1993: Königliches Essen der Joseon-Dynastie
- 1997: Überblick über koreanische Kochkunst - Band 6: Essen bei Hofe
- 1998: 100 Arten unserer Nahrung
- Rückblickende Studie des königlichen Bankettmenüs im 24. Regierungsjahr von König Gojong in der Joseon-Dynastie